# Israel Cycling Academy/Saison 2017
Diese Liste beschreibt den Kader und die Siege des Radsportteams Israel Cycling Academy in der Saison 2017.

## Kader
| Teamkader 2017                                | Teamkader 2017     | Teamkader 2017     | Teamkader 2017                             |
| Name                                          | Geburtsdatum       | Land               | Vorheriges Team                            |
| --------------------------------------------- | ------------------ | ------------------ | ------------------------------------------ |
| Guillaume Boivin                              | 25. Mai 1989       | Kanada             | Optum-Kelly Benefit Strategies (2015)      |
| Dan Craven                                    | 1. Februar 1983    | Namibia            | Team Europcar (2015)                       |
| Zak Dempster                                  | 27. September 1987 | Australien         | Bora-Argon 18 (2016)                       |
| José Manuel Díaz                              | 18. Januar 1995    | Spanien            | Bicicletas Rodríguez-Extremadura (2016)    |
| Roy Goldstein                                 | 20. Mai 1993       | Israel             |                                            |
| Luis Lemus                                    | 21. April 1992     | Mexiko             | Airgas-Safeway Cycling (2015)              |
| Jason Lowndes                                 | 14. Dezember 1994  | Australien         | Drapac Professional Cycling (2016)         |
| Krists Neilands                               | 18. August 1994    | Lettland           | Axeon-Hagens Berman (2016)                 |
| Benjamin Perry                                | 7. März 1994       | Kanada             | Silber Pro Cycling (2016)                  |
| Mihkel Räim                                   | 3. Juli 1993       | Estland            | Pro Immo Nicolas Roux (2015)               |
| Guy Sagiv                                     | 5. Dezember 1994   | Israel             | BMC Racing Team (2015)                     |
| Hamish Schreurs                               | 23. Januar 1994    | Neuseeland         | Klein Constantia (2016)                    |
| Daniel Turek                                  | 19. Januar 1993    | Tschechien         | TJ Favorit Brno (2014)                     |
| Dennis van Winden                             | 2. Dezember 1987   | Niederlande        | LottoNL-Jumbo (2016)                       |
| Tyler Williams                                | 17. November 1994  | Vereinigte Staaten | Axeon-Hagens Berman (2016)                 |
| Aviv Yechezkel                                | 21. April 1994     | Israel             | Asfra Racing Team (2016)                   |
| Itamar Einhorn (1. Aug.–31. Dez., Stagiaire)  | 20. September 1997 | Israel             | Verandas Willems-Crabbé-CC Chevigny (2016) |
| Guy Niv (1. Aug.–31. Dez., Stagiaire)         | 8. März 1994       | Israel             |                                            |
| Nícolas Sessler (1. Aug.–31. Dez., Stagiaire) | 29. April 1994     | Brasilien          | Lizarte (2017)                             |
|                                               |                    |                    |                                            |
| Quellen: ProCyclingStats Cycling Quotient     |                    |                    |                                            |

## Abgänge – Zugänge
| Zugänge           | Team 2016                        | Abgänge          | Team 2017              |
| ----------------- | -------------------------------- | ---------------- | ---------------------- |
| Zakkari Dempster  | Bora-Argon 18                    | Chris Butler     | Caja Rural-Seguros RGA |
| José Manuel Díaz  | Bicicletas Rodríguez-Extremadura | Guy Gabay        |                        |
| Jason Lowndes     | Drapac Professional Cycling      | Omer Goldstein   |                        |
| Krists Neilands   | Axeon Hagens Berman              | Zohar Hadari     |                        |
| Benjamin Perry    | Silber                           | Ľuboš Malovec    |                        |
| Hamish Schreurs   | Klein Constantia                 | Wojciech Migdał  |                        |
| Dennis van Winden | Team Lotto NL-Jumbo              | Marko Pavlič     |                        |
| Tyler Williams    | Axeon Hagens Berman              | Emanuel Piaskowy |                        |

## Erfolge in der UCI America Tour
| Datum      | Rennen                     | Kat. | Fahrer      |
| ---------- | -------------------------- | ---- | ----------- |
| 13. August | 4. Etappe Colorado Classic | 2.HC | Mihkel Räim |

## Erfolge in der UCI Asia Tour
| Datum       | Rennen                          | Kat. | Fahrer           |
| ----------- | ------------------------------- | ---- | ---------------- |
| 10. Oktober | Prolog Tour of Taihu Lake (EZF) | 2.1  | Guillaume Boivin |

## Erfolge in der UCI Europe Tour
| Datum      | Rennen                       | Kat. | Fahrer          |
| ---------- | ---------------------------- | ---- | --------------- |
| 3. Mai     | 1. Etappe Tour d’Azerbaïdjan | 2.1  | Mihkel Räim     |
| 7. Mai     | 5. Etappe Tour d’Azerbaïdjan | 2.1  | Krists Neilands |
| 8. Juni    | 1. Etappe Slowakei-Rundfahrt | 2.1  | Mihkel Räim     |
| 25. August | 2. Etappe Baltic Chain Tour  | 2.2  | Benjamin Perry  |

## Nationale Straßen-Radsportmeister
| Datum    | Rennen                                       | Sieger          |
| -------- | -------------------------------------------- | --------------- |
| 17. Juni | Israelische Meisterschaft – Einzelzeitfahren | Guy Sagiv       |
| 24. Juni | Israelische Meisterschaft – Straßenrennen    | Roy Goldstein   |
| 25. Juni | Lettische Meisterschaft – Straßenrennen      | Krists Neilands |